# Staavia glutinosa
Staavia glutinosa är en tvåhjärtbladig växtart som först beskrevs av Carl von Linné, och fick sitt nu gällande namn av Anders Dahl. Staavia glutinosa ingår i släktet Staavia och familjen Bruniaceae. Inga underarter finns listade.